# Aréopage
Pour la Cour grecque moderne, voir Cour de cassation (Grèce).

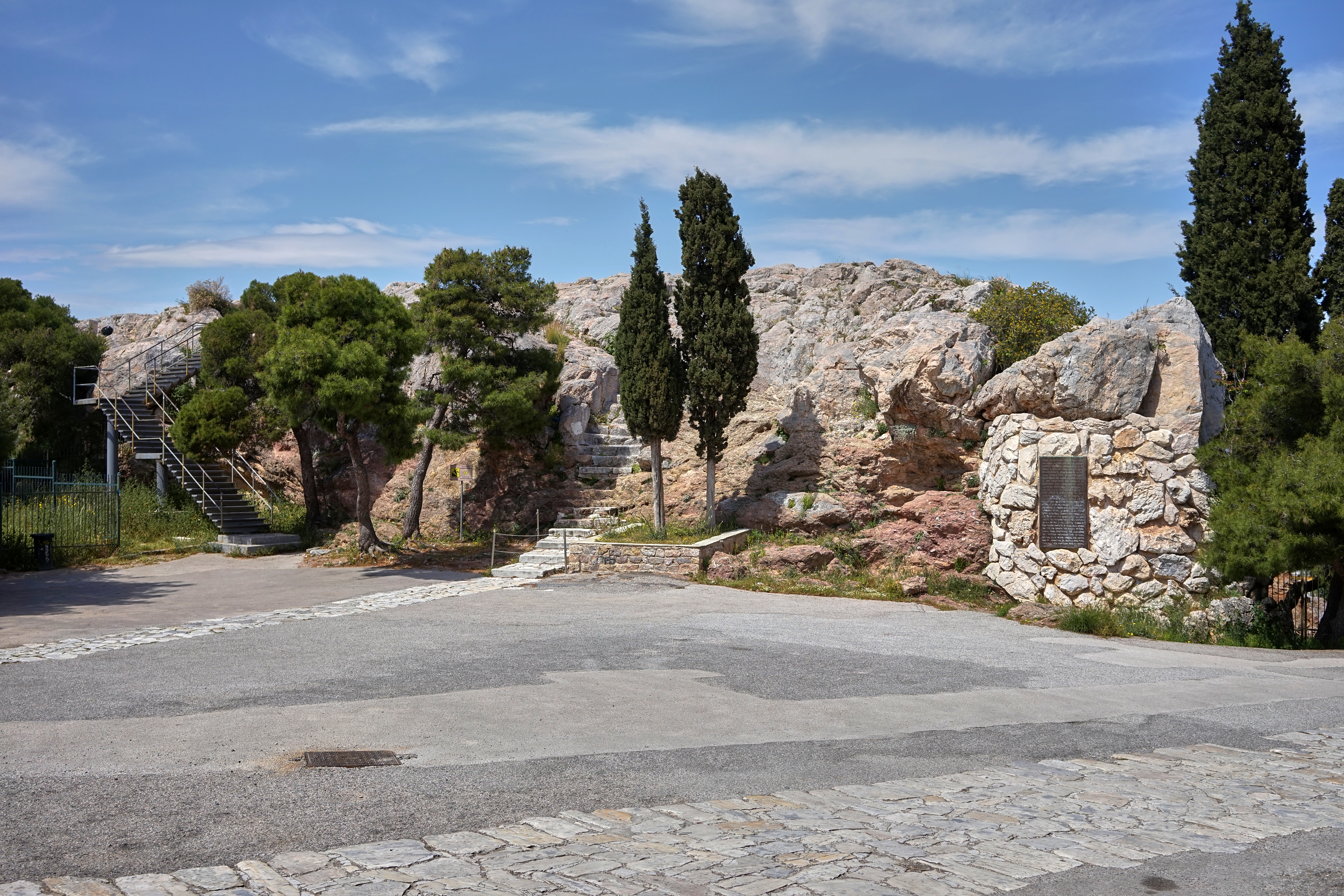
Escalier d'accès à l'Aréopage.

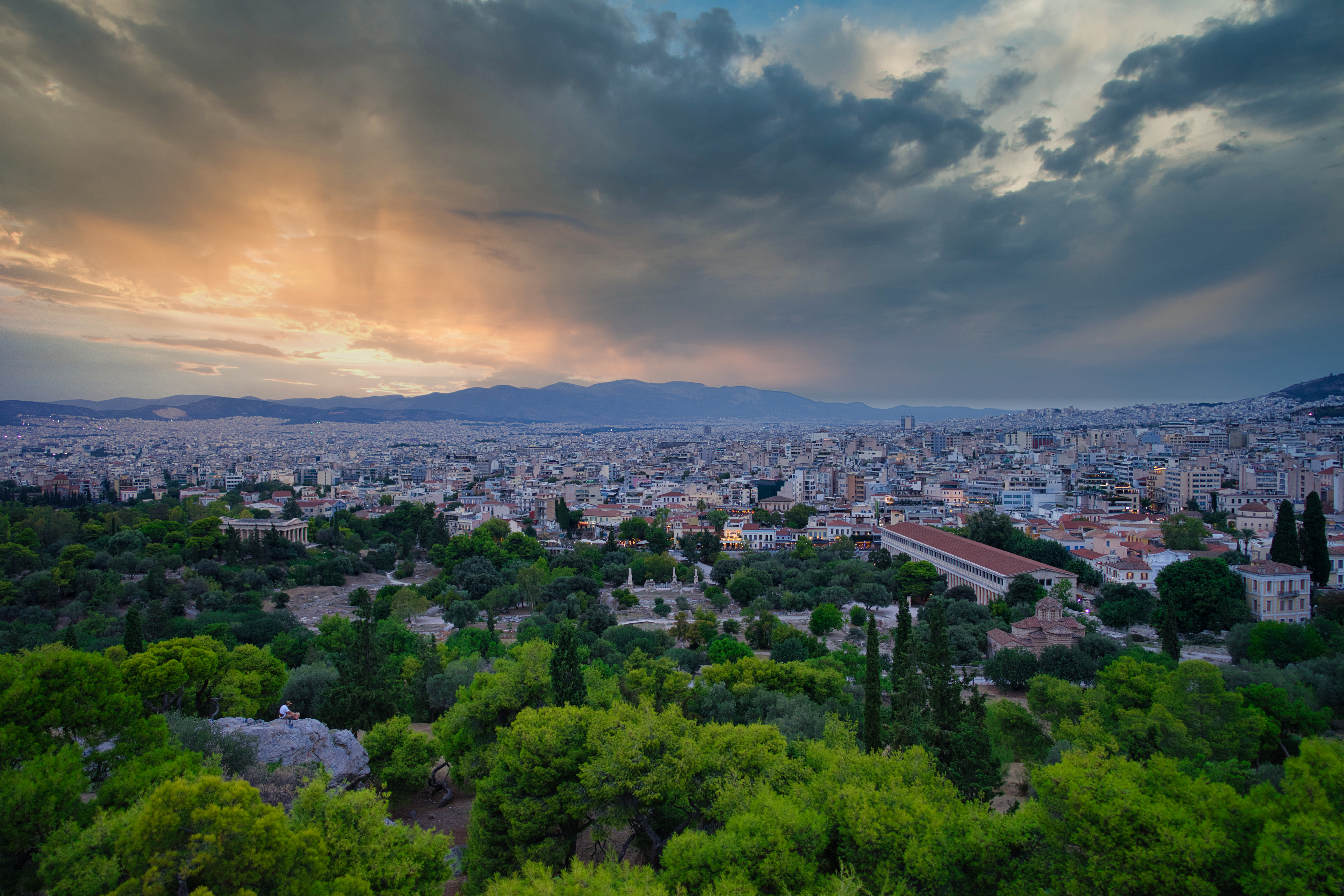
L'agora et la ville moderne, vues depuis l'Aréopage.

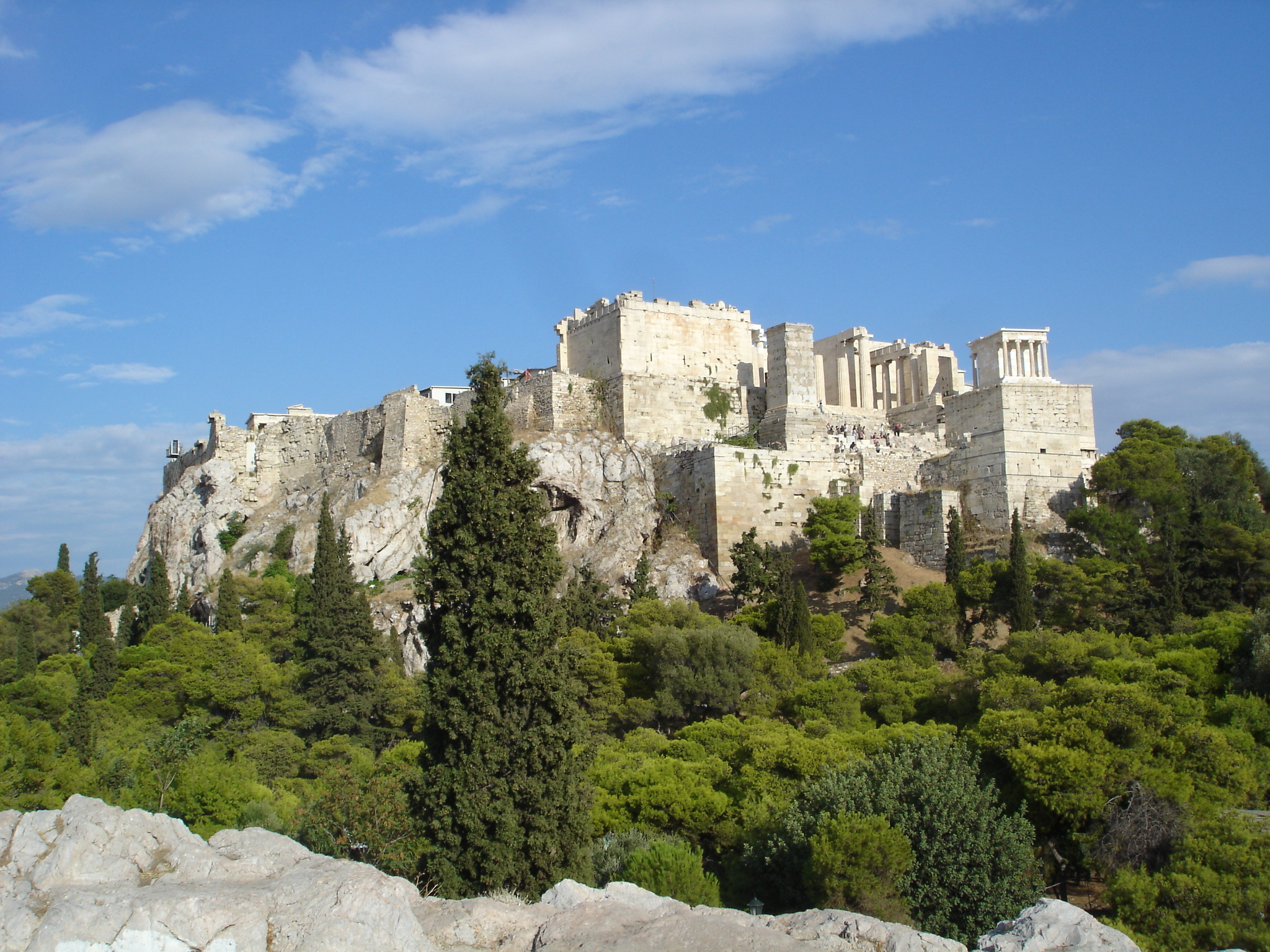
L'Acropole, vue de l'Aréopage.

L’Aréopage (en grec Ἄρειος πάγος / Áreios págos) est la « colline d'Arès » à Athènes. Au temps de la Grèce antique, il désignait d'abord le Conseil des Anciens assistant le roi, puis quand la monarchie fut abolie, il désigna le conseil oligarchique des Eupatrides, et enfin un organe judiciaire sous la démocratie athénienne.
« Aréopage » est aussi le nom porté depuis le XIXe siècle par la Cour de cassation, organe judiciaire suprême de Grèce.

## Origine du nom
Dans la mythologie grecque, Halirrhotios, fils de Poséidon, viole Alcippe, la fille d'Arès, qui tue alors Halirrhotios. Les dieux, réunis sur la colline du viol, jugent le meurtre ; Arès est acquitté et le rocher prend ce nom.

## La colline de l'Aréopage
Du point de vue géologique, la colline de l'Aréopage est un énorme monolithe de marbre gris bleu veiné de rouge, qui domine l'Agora d'Athènes. Un peu partout, sur ses flancs et en son sommet, des creusements dans la roche, formant plates-formes, sont les seuls vestiges de générations de bâtiments antiques qui, dit Vitruve, jusqu'à son époque sont conservés avec un toit d'argile, comme un modèle de l'Antiquité.[pas clair]

## Le conseil de l'Aréopage
À l'origine, l'Aréopage désignait le Conseil des Anciens secondant le roi au temps de la monarchie. Sous l'oligarchie, il formait le conseil des Eupatrides, c'est-à-dire les oligarques dirigeant la cité.
L'Aréopage avait un pouvoir judiciaire à Athènes lors de la démocratie (500 à 300 av J.-C.) : il était formé d'anciens archontes, et leur nombre était en moyenne de 150.
L'Aréopage fut pendant longtemps un conseil puissant, composé des citoyens ayant rempli le mieux les magistratures les plus importantes. Une réforme de 461 av J-C. limita très fortement son pouvoir en le circonscrivant au domaine judiciaire, et l'Aréopage fut dit « tribunal de l'Aréopage ». Il put retrouver son rôle de conseil, mais simplement sur un plan moral. Il n'est pas étonnant que, dans les débats politiques sur le meilleur gouvernement qui fleurissent dès la fin du Ve siècle, de nombreux auteurs opposés à la démocratie  (Platon, Thucydide, Aristote) aient voulu valoriser le rôle de cette institution plutôt oligarchique. L'Aréopage siégeait la nuit et on n'y permettait aucun artifice oratoire pour émouvoir ou attendrir les juges. Dans son Traité des lois, Théophraste dit qu'il y a à Athènes deux sortes d'autels de justice : les autels de la « Vengeance » et ceux de l’« Injure », qui sont en fait des pierres sans taille faisant office de tribunes devant l'Aréopage. L'autel du plaignant s'appelait la « pierre de l’anésie », c'est-à-dire celle de la vengeance inflexible, qui refuse de recevoir le prix du sang. Celle de l'accusé s'appelait la « pierre de l’hybris » c'est-à-dire de l'orgueil qui pousse au crime,. Au IIIe siècle, l'usage de tenir des séances la nuit avait disparu.

## Époque romaine

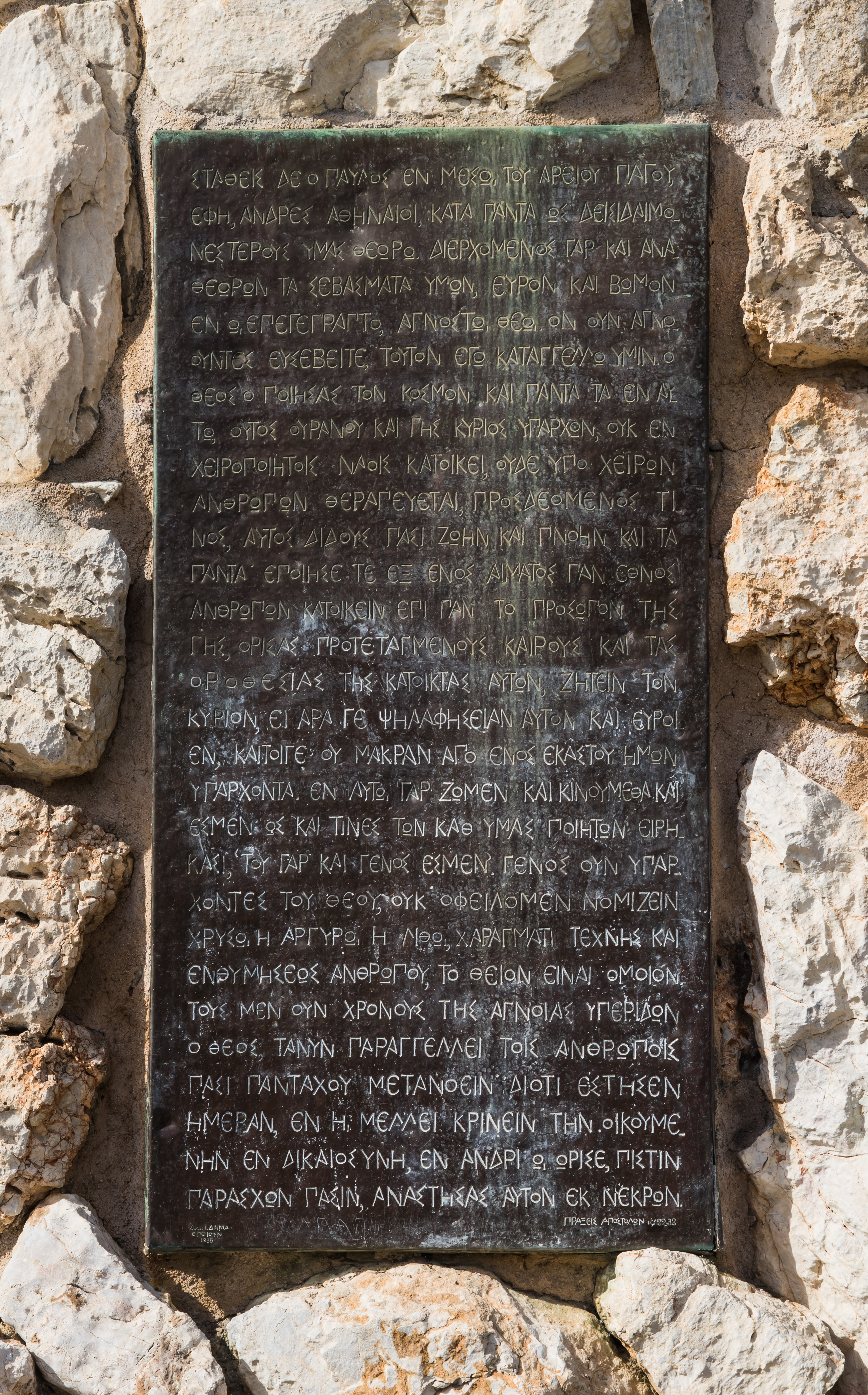
Sur la colline de l'Aréopage à Athènes, plaque en bronze portant le texte en grec du discours de Paul « au Dieu inconnu » tel que relaté dans les Actes des Apôtres (17:22-31).

L'Aréopage est le lieu où Paul a prononcé un discours relaté dans le chapitre 17 des Actes des Apôtres, dont voici un extrait :

« Alors Paul, debout au milieu de l'Aréopage, fit ce discours : « Citoyens d'Athènes, je constate que vous êtes, en toutes choses, des hommes particulièrement religieux. En effet, en parcourant la ville, et en observant vos monuments sacrés, j'y ai trouvé, en particulier, un autel portant cette inscription : « Au dieu inconnu ». Or, ce que vous vénérez sans le connaître, voilà ce que, moi, je viens vous annoncer. »

## Époque contemporaine
L'Aréopage est également le nom porté par la plus haute instance de l'ordre judiciaire grec, fondée en 1834

## Expression idiomatique
Dans le langage courant, un « aréopage » est une assemblée, une réunion de gens compétents et choisis.